# Donne in nero
(Dafna Kaminer)
Le Donne in Nero (Ebraico: נשים בשחור, Nashim BeShahor) è un movimento pacifista internazionale che conta all'incirca 10 000 donne in tutto il mondo. Il primo gruppo venne fondato da alcune donne israeliane a Gerusalemme nel gennaio del 1988, in seguito allo scoppio della prima intifada, per protestare contro l'occupazione israeliana dei territori palestinesi.

## Storia
Le Donne in Nero nacquero dall'iniziativa di nove donne di Gerusalemme per diventare un movimento nazionale che raggiunse il suo apice al culmine dell'intifada con alcune centinaia di donne presenti in una trentina di differenti località in tutto Israele.
Nel gennaio 1988, tre settimane dopo lo scoppio della prima Intifada del dicembre 1987, un piccolo gruppo di donne israeliane cominciò a organizzare delle veglie della durata di un'ora che si tenevano ogni venerdì presso vari incroci di strade principali e centri cittadini, indossando abiti neri e mostrando cartelli neri a forma di mano con le scritte bianche “Fermate l’Occupazione”. Reagendo a ciò che consideravano una grave violazione dei diritti umani da parte dei soldati israeliani nei Territori Occupati, le Donne in Nero si riunivano con qualsiasi condizione atmosferica e a prescindere da qualsiasi circostanza politica (eccetto per una sospensione di tre settimane durante la prima guerra del Golfo nel 1991). Le veglie si tennero ininterrottamente fino al 1994, dopo la firma degli accordi di Oslo, quando il movimento si sciolse ufficialmente. Nell'ottobre 2000, con lo scoppio della seconda Intifada, le proteste si riattivarono e si estesero ad altri paesi.
Inizialmente costituite da piccoli gruppi, le veglie delle Donne in Nero si diffusero tramite passaparola, ispirando altre donne desiderose di prendere parte attiva alla protesta. La partecipazione delle donne, anche di quelle lontane dai centri di attivismo, fu agevolata dalla semplice struttura delle veglie che si potevano ripetere in altri luoghi. Non era necessario recarsi nelle grandi città o avere un certo peso politico; le partecipanti potevano portare con sé i figli e fare dichiarazioni di immediata visibilità. In pochi mesi si vennero a creare 39 presidi in diverse località in tutto il paese e alcuni di questi vedevano donne arabe ed ebree manifestare insieme.
Quasi tutte le veglie assunsero alcuni principi di base comuni: ogni veglia è autonoma e può stabilire le proprie regole e principi, nessuno può parlare a nome dell'intera manifestazione e nessuna di esse può parlare a nome dell'intero movimento. Tra molti gruppi si diffuse la struttura femminista – nessuna organizzazione gerarchica, ricerca del consenso generale nel prendere le decisioni e risposte non violente alle provocazioni – non come atto consapevolmente imposto, bensì come una pratica che si fece strada spontaneamente. Per molte donne questo fu il loro primo incontro con il femminismo e fu uno degli elementi che legarono molte alle veglie.
Le Donne in Nero sono un movimento originariamente costituito da sole donne, e apparentemente si inserirono in continuità con le altre organizzazioni pacifiste di donne già presenti nella società israeliana. Rispetto a tali istituzioni esse furono, tuttavia, un organismo molto diverso poiché presentavano un differente, seppur non evidente, sistema simbolico. Esse ridefinirono la tradizionale percezione della femminilità e della lotta politica, e pertanto divennero espressione di un messaggio femminista.
(Tamar Huffman)
Tale processo di ridefinizione avvenne attraverso tre mezzi originali che insieme costituirono il veicolo del messaggio delle Donne in Nero: il linguaggio del corpo, il colore nero e la costante presenza nel tempo e nello spazio. Attraverso una visione femminista le Donne in Nero utilizzarono i loro corpi e il loro pensiero per esprimersi in pubblico sfidando le norme sociali, dato che il ruolo tradizionalmente riservato alla donna era la sfera privata. L'uso del corpo della donna per protestare contro l'oppressione politica stabilisce il legame tra l'esperienza della donna e la politica nazionale, tra l'Occupazione israeliana dei Territori palestinesi e l'occupazione maschile del corpo della donna – in ebraico la parola occupazione (Ebraico: כיבוש, kibush) ha un doppio significato, sia militare che sessuale. Indossare il nero in alcune culture significa lutto, e, oltre a esprimere afflizione e sofferenza per l'occupazione, l’atto femminista di vestirsi in nero trasformò il tradizionale lutto passivo delle donne per i caduti in battaglia in un potente rifiuto della logica della guerra. Infine, la costante presenza nel tempo e nello spazio, con veglie che si tenevano con regolarità nei principali luoghi pubblici di diverse località del paese, fece entrare in contatto con la manifestazione persone di diverse estrazioni sociali.
Oggi in Israele si tengono quattro veglie regolari in cui le donne dimostrano con cartelli contenenti lo slogan “Fermate l’Occupazione”. Le veglie hanno luogo ogni venerdì dalle 13 alle 14 nei seguenti luoghi:
- Gan Shmuel – all'ingresso del Kibbutz sulla statale Hadera-Afula
- Haifa – all'incrocio di Ben Gurion Street e Hagefen Street
- Gerusalemme – Hagar Square (France Square sulle mappe) presso un incrocio di cinque strade – King George, Ramban, Ben Maimon, Keren Hayesod e Agron
- Tel Aviv – King George e Ben Zion Blvd[6]

## Attività
Le Donne in Nero si oppongono attivamente all'ingiustizia, alla guerra, al militarismo (questione fondamentale è la sfida alle politiche militaristiche dei governi) e alle altre forme di violenza. Le azioni delle Donne in Nero sono dei presidi non violenti generalmente formati da sole donne che stanno in piedi in un luogo pubblico, in silenzio, tenendo dei cartelloni e distribuendo volantini. Oltre a queste veglie, i gruppi delle Donne in Nero praticano molte altre forme di azioni dirette non violente, come ad esempio dei sit-in presso strade principali o l'accesso in basi militari rifiutandosi di accettare ordini.
Esse non si ritengono un’organizzazione, bensì un mezzo di comunicazione e una formula per agire.

## Diffusione
Alcuni mesi dopo il primo raduno delle Donne in Nero in Israele, anche in altri paesi cominciarono a svolgersi delle veglie di solidarietà, con donne vestite di nero che tenevano cartelli con slogan simili. Il movimento si diffuse spontaneamente di paese in paese, in ogni posto in cui le donne volevano dichiararsi contrarie alla violenza e all'ingiustizia. I primi riscontri arrivarono dal Canada e dagli Stati Uniti, in seguito si diffusero in Europa, a partire dall'Italia, e in Australia. Alcune di queste prime veglie di solidarietà erano formate da donne ebree e palestinesi, mentre altre erano composte soprattutto da donne ebree.
In breve tempo una coalizione nordamericana, la Jewish Women's Committee to End the Occupation (JWCEO) fondata a New York nell'aprile 1988, cominciò a organizzare delle veglie in solidarietà delle Donne in Nero e altri gruppi pacifisti di donne israeliane e palestinesi. Una newsletter inviata dal JWCEO, che conteneva una completa descrizione delle veglie e delle conferenze in Israele così come notizie di attività pacifiste in tutto il nord America, sollecitava le comunità ebraiche del nord America a supportare pubblicamente gli israeliani attivi per la pace e in particolare di mostrare solidarietà con le veglie delle Donne in Nero in Israele. Alcuni di questi gruppi scelsero il nome di Donne in Nero e tennero delle veglie regolari, anche se non settimanalmente in tutti luoghi, mentre altri assunsero altri nomi e diverse strategie d'azione. Molte Donne in Nero israeliane erano in stretto contatto con il JWCEO, condividevano le informazioni e talvolta ricevevano delle donazioni destinate a specifici progetti, ma al di là dell'aiuto materiale, questi gruppi d'oltremare fornirono un consistente supporto emotivo ai gruppi israeliani.
Nel primo decennio della loro esistenza, e finché non ebbero ricevuto le newsletter del JWCEO con le fotografie delle veglie nelle città nordamericane, le Donne in Nero israeliane non avevano piena consapevolezza di non costituire un fenomeno isolato. Divennero ben presto un esempio per altre donne, e presero parte di un movimento di donne a livello mondiale che si poneva l'obbiettivo di porre fine alla violenza e alla guerra. La prima vera espressione della sorellanza internazionale delle Donne in Nero fu nel marzo 1990, quando una ventina di associazioni tenne delle veglie di solidarietà in diverse località europee, del nord e sud America per celebrare la festa internazionale della donna.
Nel corso degli anni '90 le veglie delle donne in nero si propagarono spontaneamente in molti paesi, e molte di queste non avevano nulla a che fare con l'occupazione israeliana. In Italia le Donne in Nero protestarono per varie questioni, dall'occupazione israeliana alla violenza della criminalità organizzata, e contribuirono a diffondere questo fenomeno in altri paesi europei. In Germania il movimento avrebbe avuto origine dalla protesta contro la vendita di sostanze chimiche al governo iracheno da parte di imprese tedesche, e in seguito si oppose al Neo-Nazismo, al razzismo nei confronti dei lavoratori migranti e agli armamenti nucleari. La prima veglia delle Donne in Nero che si tenne in Asia fu nel 1994 a Bangalore, per protestare contro la distruzione di una moschea a Ayodhya; in India tennero inoltre delle veglie per richiedere la fine del maltrattamento delle donne da parte dei fondamentalisti religiosi. Durante la guerra nei Balcani le Donne in Nero a Belgrado furono un profondo esempio di cooperazione etnica che fu di ispirazione per i loro compatrioti e compatriote. Un'importante vigilia internazionale si tenne il 4 settembre 1995 a Huairou, Cina, con più di 3000 donne provenienti da diverse parti del mondo che richiedevano la fine di violenze e aggressioni ovunque esistessero.
Maggior cooperazione tra le varie manifestazioni delle Donne in Nero si ebbe a partire dal 2001, quando delle liste create in Spagna, Israele e Stati Uniti cominciarono a circolare nel web e connettere i diversi gruppi e, con il sostegno della Coalizione delle Donne per la Pace (Coalition of Women for Peace), vennero organizzate due azioni congiunte in giugno e in dicembre; furono mobilitate migliaia di donne in centinaia di località di tutto il mondo che chiedevano la pace tra Palestina e Israele.
Altri paesi di cui si è a conoscenza dello svolgimento di presidi sono Australia, Austria, Azerbaijan, Belgio, Canada, Danimarca, Francia, Giappone, Inghilterra, Irlanda del Nord, Isole Maldive, Messico, Paesi Bassi, Spagna, Svezia, Svizzera, Turchia e USA.

## Riconoscimenti
Il movimento delle Donne in Nero è stato insignito del Millennium Peace Prize for Women, conferito dal Fondo di sviluppo delle Nazioni Unite per le donne (UNIFEM) nel 2001. Nello stesso anno il movimento internazionale, rappresentato dal gruppo serbo e israeliano, fu anche candidato per il Premio Nobel per la Pace. Il gruppo israeliano vinse anche l’Aachen Peace Prize (1991), il premio per la pace della città di San Giovanni d’Asso (1994) e il “Peacemaker Award” del Jewish Peace Fellowship (2001).